# José Antonio Girón de Velasco
José Antonio Girón de Velasco (Herrera de Pisuerga, 1911-Fuengirola, 1995) était un militaire, homme politique, juriste, journaliste, homme de presse, auteur et homme d’affaires espagnol. Figure de proue du phalangisme, il joua un rôle politique de premier plan sous la dictature de Franco.
Après des études de droit, pendant lesquelles il milita (en usant souvent de violence de rue) dans des organisations d’extrême droite et fut le cofondateur des JONS avant de devenir membre de la Phalange, il s’engagea dans la Guerre civile en juillet 1936 et participa à la bataille de Guadarrama. Le conflit conclu par la victoire nationaliste, il devint l’un des principaux hiérarques du nouveau régime, occupant en particulier le poste de ministre du Travail durant près de 16 années consécutives (1941-1957). 
Pendant ce mandat, en application des préceptes phalangistes de justice sociale, il s’employa à mettre en place une politique sociale de grande envergure englobant indemnités de chômage et d’invalidité, soins de santé (avec création des infrastructures nécessaires), congés payés, etc., et aussi fondation des dénommées universités du Travail, l’une de ses réalisations phare. Incarnation de la gauche phalangiste, c’est-à-dire de l’aile national-syndicaliste du phalangisme, il fut l’adversaire de José Solís, chef du syndicat officiel OSE, non seulement pour des raisons personnelles et pour le partage des compétences en matière sociale, mais aussi idéologiquement, Girón accusant Solís de dévier du dogme organiciste quand il revendiquait pour son syndicat un droit de décision dans la politique économique de l’État.
Son échec dans la gestion des graves troubles sociaux de 1955 et 1956 (avec grèves massives, manifestations, etc.), qu’il avait escompté résoudre par des hausses inconsidérées de salaire, lesquelles ne manquèrent d’alimenter ensuite une inflation galopante, lui valut de passer à la trappe lors du remaniement gouvernemental de 1957, en même temps que deux autres ministres phalangistes, dans un contexte de montée en puissance des dénommés « technocrates », partisans de la rigueur budgétaire et de ouverture économique.
Si par la suite il se voua aux affaires, notamment à des opérations immobilières sur la Costa del Sol, il garda un pied dans le monde politique, indirectement par ses manœuvres de presse (rachat de titres) et par la publication de quelques articles retentissants sortis de sa plume, et directement comme membre du Conseil du Royaume et du Conseil national du Mouvement, comme député aux Cortes, et aussi comme tribun populiste. Dans les dernières années de la dictature de Franco, et encore après la mort du Caudillo, il fut une figure emblématique des fractions les plus intransigeantes du franquisme, adverses à toute tentative de réforme politique et acharnées à faire obstacle à la transition démocratique de l’Espagne.

## Biographie

### Formation et jeunes années
Né en 1911 dans une bourgade de Castille-et-León,, au sein d’une famille aisée, Girón entreprit, à l’instar de son père avocat, des études de droit à l’université de Valladolid et adhéra vers la même époque au parti fasciste Juntas Castellanas de Actuación Hispánica (JCAH), fondé en 1931 par Onésimo Redondo. À la suite d’un incident avec des étudiants de gauche, il fut expulsé de l’université de Valladolid, mais acheva ses études à l’université de Salamanque, où il obtint sa licence de droit en 1932. Les JCAH finirent par s’associer au mouvement politique emmené par Ramiro Ledesma Ramos, pour constituer ensemble les Juntas de Ofensiva Nacional-Sindicalista (acronyme JONS), nouveau parti auquel Girón de Velasco s’affilia en février 1932. Le parti fusionna deux ans plus tard, en février 1934, avec la Phalange fondée en octobre 1933 par José Antonio Primo de Rivera, donnant naissance à la Falange Española de las JONS (en abrégé FE de las JONS).

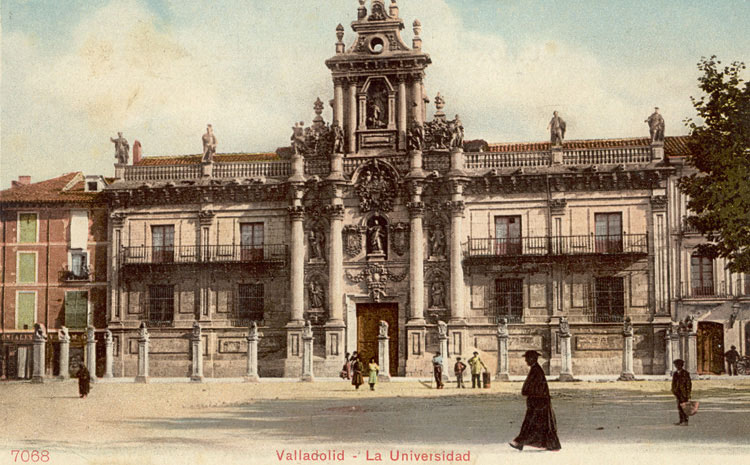
Université de Valladolid, où Girón débuta dans le militantisme politique.

Girón eut donc très tôt des accointances avec l’ultra-droite castillane, laquelle allait pourvoir FE de las JONS d’un ensemble d’idées et de symboles essentiels, dont notamment : la « morale de la violence » ; l’idée que la Castille aurait à servir d’axe structurant de l’unité de l’Espagne ; l’emblème du joug et des flèches ; le drapeau rouge-et-noir ; et plusieurs mots d’ordre et invocations rituelles comme « Arriba, España » (Debout Espagne !) et « España, una, grande y libre », panoplie officialisée quelque temps après par le régime de Franco. Pendant ces années, Girón déploya une forte activité militante, organisant des rassemblements, s’adonnant à l’agitation propagandiste, s’impliquant dans des échauffourées sur le campus universitaire, et, surtout, se manifestant comme un phalangiste violent, à telle enseigne qu’en avril 1936, alors qu’il se trouvait à San Sebastián, il fut écroué par les autorités républicaines et inculpé pour détention illégale d’armes et stockage d’explosifs, en considération de quoi le ministère public requit contre lui 42 années d’emprisonnement.

### Guerre civile
Au moment où éclata la Guerre civile, Girón se trouvait incarcéré dans la prison provinciale de Valladolid, d’où il fut libéré par les phalangistes après la victoire du soulèvement militaire dans cette ville,. Nommé commandant en chef provincial des milices (dites « centuries ») de la Phalange, il fit mouvement le 21 juillet 1936 avec ses troupes vers le front du Guadarrama et prit part aux durs combats qui avaient lieu au cours de cet été 1936 dans les défilés de montagne entre Ségovie et Madrid (en particulier dans celui stratégique de l’Alto del León), ainsi que, plus tard, dans le col Puerto Ventana, entre la ville de León et les Asturies, actions qui lui valurent la médaille militaire du Mérite individuel.
En même temps qu’il organisait l’envoi de colonnes de combattants à destination de Madrid, il se vouait parallèlement à des tâches politiques dans les zones de l’arrière. Conjointement avec Luis González Vicén, il dirigea le noyau de phalangistes dissidents autour d’Andrés Redondo, frère d’Onésimo Redondo et chef provincial de la Phalange à Valladolid. Après que tous deux — Redondo et Girón — eurent été invités à comparaître devant Manuel Hedilla, chef de Falange Española de las JONS, celui-ci destitua Redondo comme chef provincial et désigna en revanche Girón au poste d’inspecteur territorial.

### Délégué national des Anciens Combattants de FET y de las JONS
La Guerre civile terminée, Girón fut nommé le 21 août 1939 délégué national des Anciens Combattants de FET y de las JONS,, poste de prestige et de grande portée symbolique et politique, qu’il allait occuper jusqu’en 1954, date à laquelle Tomás García Rebull, futur capitaine général de Madrid, viendra le remplacer. Dans la première phase du régime franquiste, il se brouilla avec le général Muñoz Grandes, qu’il accusait de conspirer contre le régime, et qui de son côté tenait Girón pour un démagogue corrompu ; cependant les deux hommes allaient se réconcilier en 1954.

### Ministre du Travail (1941-1957)

#### Nomination
Réputé être un phalangiste loyal à Franco,, Girón fut nommé par celui-ci, sur recommandation de Ramón Serrano Súñer, au poste de ministre du Travail en mai 1941,. Cette nomination intervint dans le cadre de la crise de gouvernement survenue à cette époque consécutivement à la lutte, dans l’appareil d’État du nouveau régime, entre militaires et phalangistes, crise que Franco s’ingénia à résoudre en désignant le militaire monarchiste Valentín Galarza au poste de ministre de l’Intérieur (au détriment de son gendre Serrano Suñer) et en nommant en contrepartie à la tête de trois autres ministères José Antonio Girón, José Luis Arrese et Miguel Primo de Rivera, tous trois phalangistes, mais qui s’étaient surtout signalés par leur loyauté absolue au Mouvement et au Caudillo lui-même.
Cette promotion de Girón avait été favorisée par l’éviction de Salvador Merino, alors chef du syndicat vertical unique OSE (Organisation syndicale espagnole), qui, jugé trop « germanophile » et accusé d’appartenance à la franc-maçonnerie par Andrés Saliquet, président du Tribunal spécial de répression de la franc-maçonnerie et du communisme, avait dès lors été brutalement écarté, avec l’acquiescement non seulement du patronat, de l’armée et de ses rivaux politiques, mais aussi de plusieurs hautes figures du national-syndicalisme, y compris quelques-uns de ses compagnons, tels Arrese et Girón, qui escomptaient de sa chute une redistribution des responsabilités politiques qui leur serait plus favorable, Girón allant même jusqu’à suggérer que Salvador Merino devait être fusillé.
Fermín Sanz-Orrio, nommé à la tête de l’OSE en remplacement de Salvador Merino, et par conséquent rival de Girón pour le partage des compétences dans le domaine social, déployait un discours se caractérisant par une optique paternaliste de forte inspiration catholique, assez éloigné des allures plus populistes et socialisantes du ministre du Travail Girón, même s’ils représentaient, malgré leurs façons divergentes d’aborder le social et en dépit de leur animosité réciproque, les deux faces de la même médaille. Tous deux soulignaient la nécessité pour le Régime de tenir un discours vigoureux en faveur de la justice sociale, comme outil complémentaire à l’ordre hiérarchique instauré dans le monde du travail sous l’égide de l’OSE et sous la férule du ministère du Travail. La modération d’expression de Sanz-Orrio, induite par sa personnalité et par sa bonne entente naturelle avec le patronat, était nécessaire à la propagande du Régime tout autant que la propension spontanée de Girón à la rhétorique populiste ; or, étant donné le peu de goût de Sanz-Orrio pour l’exaltation discursive, c’est Girón qui, par exemple, devait suppléer aux besoins populistes du journal syndical Pueblo et combler ainsi la défection forcée de Salvador Merino. Dans les colonnes de ce journal, voué désormais à se mettre politiquement au service du national-syndicalisme et du régime, aux dépens de sa mission d’information, Girón devint l’un des intervenants principaux, tout en concentrant entre ses mains la compétence exclusive en matière de conception des réglementations du travail, en particulier grâce à la loi y afférente d’octobre 1942.
Dans le contexte de la Seconde Guerre mondiale, certaines fractions phalangistes en vinrent à spéculer que Girón prendrait la tête de la division Bleue, corps de combattants volontaires espagnols alors en passe d’être envoyé sur le front de l’Est, toutefois le commandement en fut finalement confié au général Muñoz Grandes. Lorsque se produisit le débarquement allié en Afrique du Nord en novembre 1942, Girón de Velasco fut, avec Carlos Asensio Cabanillas et José Luis Arrese, parmi les ministres qui estimaient que c’était là le moment pour l’Espagne d’entrer en guerre aux côtés des puissances de l’Axe. Cette prise de position déclencha de vifs débats dans le gouvernement franquiste, mais l’entrée en guerre de l’Espagne n’eut pas lieu.
Catégorisé dans le groupe des phalangistes « domestiqués », au même titre qu’Arrese ou que Manuel Valdés Larrañaga, Girón sut, en se montrant toujours obéissant à l’autorité de Franco, se maintenir dans ses différentes fonctions. En 1945 p. ex., alors que la Phalange avait vu son rôle politique érodé, Girón de Velasco garda pourtant son portefeuille dans le gouvernement. À son ministère, il pouvait compter sur l’étroite collaboration du phalangiste Carlos Pinilla Turiño, sous-secrétaire au Travail, de qui il avait fait la connaissance dès ses années d’université.

#### Actions à la tête du Ministère
En sa qualité de ministre du Travail, Girón avait pour mission de piloter la politique sociale de la première période du franquisme. Cette politique sociale, inspirée de la Charte du Travail de 1938, ne portait pas tant sur la politique syndicale, encadrée par les dénommés Syndicats verticaux — c’est-à-dire l’Organisation syndicale espagnole (OSE) créée en 1940 et placée sous la tutelle du Secrétariat général du Mouvement, avec interdiction des grèves et proscription des syndicats libres —, mais plutôt sur la politique sociale au sens propre du terme, à savoir et en particulier la mise en place d’un système de sécurité sociale de grande envergure, qui visait à couvrir les risques liés au vieil âge, au veuvage, à la situation d’orphelin et au chômage total ou partiel, à instaurer les congés payés et à créer un réseau d’assistance sanitaire dûment doté de tout l’équipement médical et hospitalier nécessaire. Aussi fut-il décidé : d’établir l’Assurance maladie obligatoire (en 1942) ; de créer l’Institut de Médecine et d’hygiène et de Sécurité au travail (en 1944) ; d’octroyer une prime de fin d’année (Gratificación de Navidad, en 1945) et des allocations familiales (Plus de Cargas Familiares, en 1946) ; de fonder un Service de prêt sur gage et de mutualités du travail (Servicio de Montepíos y Mutualidades Laborales, en 1946) ; d’instaurer les indemnités d’invalidité (en 1947) ; de mettre en place des conseils de prud'hommes (Jurados de Empresa, en 1947) ; et de fonder les dénommées universités du Travail (Universidades Laborales, en 1950).

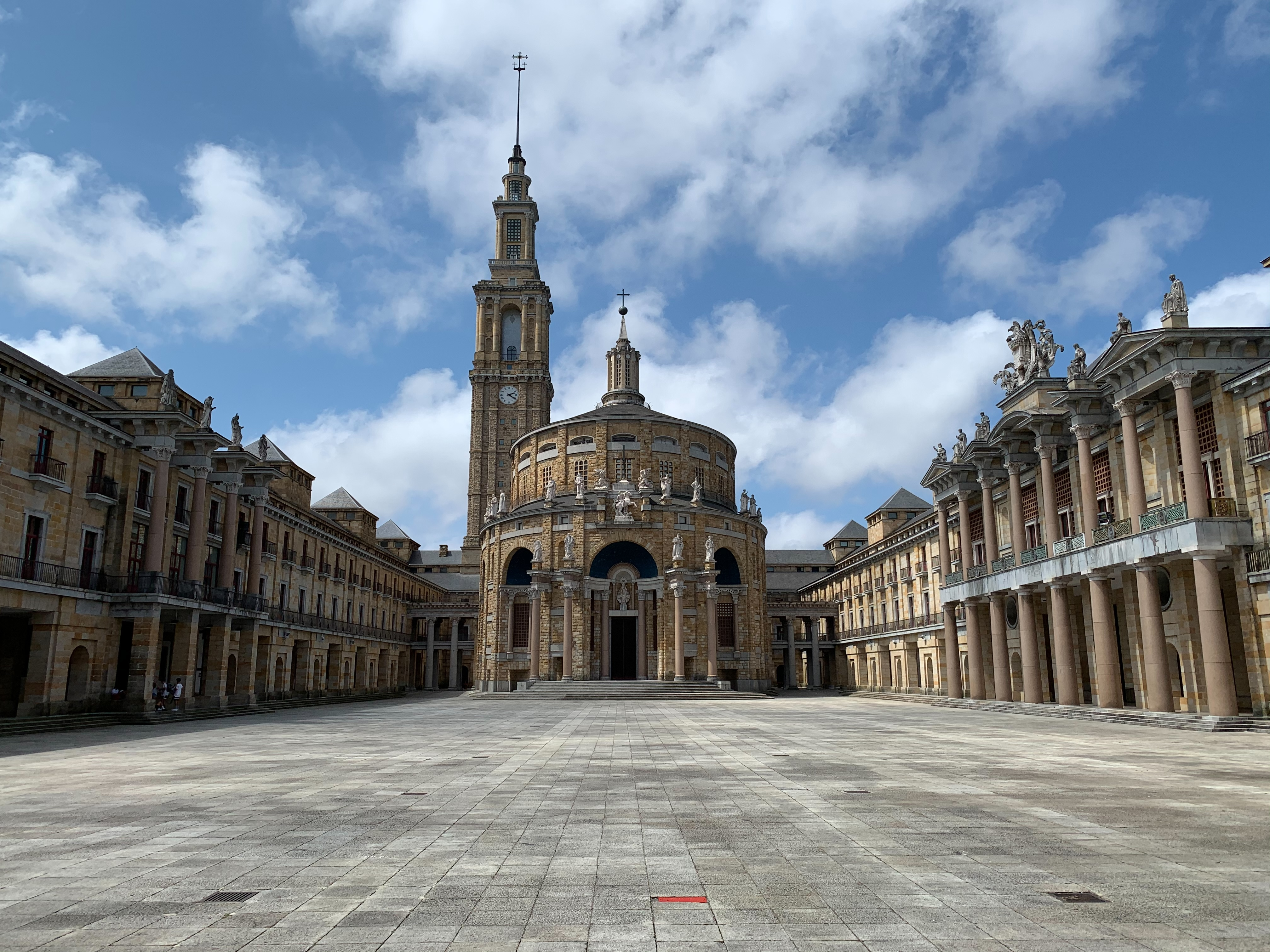
Classicisme et « colossalisme » : université du Travail de Gijón, réalisation phare du ministre Girón.

Ces dernières — les universités du Travail — étaient l’un des fruits du besoin, éprouvé par l’OSE d’une part et par le national-syndicalisme (incarné dans le ministère du Travail) d’autre part, de se construire une puissante image sociale, où intervenait comme élément de propagande, par delà l’importance de la formation universitaire dispensée dans ces institutions, le colossalisme esthétique de la (très onéreuse) université du Travail de Gijón (« monument suprême du franquisme », selon les termes d’Alexandre Cirici), érigée en 1947 au titre d’un des Grands Travaux de Girón et qui semblait devoir servir de modèle pour le reste des nouveaux centres d’enseignement en gestation,. Girón déclara que « l’université du Travail de Gijón faisait partie intégrante du maillage révolutionnaire de justice sociale phalangiste basé sur les principes du national-syndicalisme ». À la fondation de l’université de Gijón allait succéder celle entre autres des universités du Travail de Cordoue, de Séville, de Zamora et de Tarragone, lesquelles allaient compter au total jusqu’à 6 300 étudiants. Ce système d’assistance sociale souffrait cependant d’un certain nombre de carences importantes, dont notamment l’extrême modicité des allocations, l’insuffisance et le sous-équipement des infrastructures (hôpitaux, infirmeries, etc.), un montant des salaires très faible et imposé d’en haut par le ministère du Travail, et des universités du Travail qui peinaient à atteindre les objectifs prévus. Pourtant, avec les Jurados de Empresa, Girón jeta les bases de la négociation collective appelée à mettre fin au système de fixation des salaires par le ministère, même s’il fallut attendre l’année 1958, c’est-à-dire postérieurement à l’ère Girón, avant de voir entrer en vigueur la nouvelle législation y afférente.
Ancien membre du groupe jonsiste de Valladolid, Girón nomma Mercedes Sanz-Bachiller, veuve d’Onésimo Redondo, membre du conseil d’administration de l’Institut national de la prévoyance (Instituto Nacional de Previsión), puis, ultérieurement, directrice de l’Œuvre syndicale de prévoyance sociale.

#### Mouvements sociaux de 1955-1956 et réaction de Girón
Dans un discours prononcé en juillet 1955, Girón déclara notamment :

« Nous avons réalisé la Révolution chez un peuple appauvri et voulons avant tout que le travailleur espagnol soit un homme digne et libre, mais si assurément il naît tel, il s’enchaîne de son propre chef par ses relations avec la vie sociale. »

Mais plus importante sans doute est l’allusion qu’il fit vers la même époque au débat sur la réforme du modèle d’entreprise, débat qu’il y avait selon lui lieu d’amorcer et qui allait effectivement être à l’ordre du jour dans les années suivantes : 

« Nous nous employons à déterminer la clef du vivre-ensemble dans le monde du travail et proposons d’en arriver à la participation du travailleur à la direction de l’Entreprise. Nous avons besoin, à cet effet, d’un travailleur préparé. Le schéma actuellement en vigueur de la participation aux bénéfices est provisoire et durera seulement jusqu’à ce que l’ouvrier et le chef d’entreprise aient acquis l’aptitude à établir le dialogue entre l’entreprise et le producteur [= mot de code pour travailleur], car nous voulons que cette participation aux bénéfices se mue en une participation spirituelle dans les tâches de l’Entreprise . »

En dépit de la politique sociale du gouvernement, et nonobstant la répression exercée par le Régime dans le domaine du travail, la décennie 1950 ne resta pas exempte de conflits sociaux. C’est dans ce contexte que parut le 23 décembre 1955 dans la revue phalangiste Afán un article signé Girón dans lequel celui-ci annonçait à l’ensemble des travailleurs espagnols la fin des rigueurs économiques :

« Vous avez résisté suffisamment et c’est à présent à d’autres de résister. L’économie nationale ne doit pas être confondue avec l’économie particulière d’un groupe de privilégiés »

Ledit article préparait la voie à la considérable hausse de salaire qu’il se disposait à faire décréter par son ministère le 1er avril 1956. Mais avant cela, et après avoir promis un relèvement substantiel des salaires, il recula et se contenta d’abord, un mois plus tard, d’inviter les chefs d’entreprise à augmenter les rémunérations de leur personnel « dès que l’État et leur prospérité le rendront possible », ce qui déclencha des mouvements de protestation ouvrière.
En mars 1956, Girón, par crainte d’une réédition de la grève de Barcelone de 1951, requit la convocation urgente du conseil des ministres à l’effet que le gouvernement approuve une hausse des salaires de 23 %, proposition qui provoqua une vive discussion entre Girón et le ministre du Commerce, Manuel Arburúa, lequel arguait qu’une telle mesure ne manquerait d’entraîner de graves conséquences inflationnistes (argument dont la pertinence devait se vérifier par la suite). Quoiqu’une hausse salariale de 30 % (ou de 40 à 60 %, en fonction des auteurs) en deux étapes ait fini par être approuvée,,, il était déjà trop tard et la mesure salariale se révéla impuissante à apaiser les esprits dans le monde ouvrier, où le malaise gagnait en ampleur et pouvait de moins en moins être dissimulé, et échoua à empêcher en avril 1956 une nouvelle flambée, plus virulente encore, de grèves, de manifestations et de protestations, laquelle flambée commença dans l’industrie de la chaussure à Pampelune, pour s’étendre ensuite à l’industrie sidérurgique au Pays basque et au secteur minier dans les Asturies. Quelques grandes entreprises dans le Pays basque et en Catalogne connurent ainsi une succession de journées de grève impliquant quelque 150 000 travailleurs,. Pour Franco, ces événements étaient sans rapport avec la situation réelle des travailleurs, qui d’après lui agissaient avec malveillance, ou, dans le meilleur des cas, étaient manipulés par des agents étrangers.
Girón réagit par un surcroît de discours démagogique et par une nouvelle hausse de salaire, qui déclencha la spirale inflationniste dès que le patronat eut répercuté directement sur les prix des produits de première nécessité les charges sociales découlant des décrets ministériels. Le 7 juillet, Girón alertait sur la gravité de la situation par une « mise en garde contre la démagogie » (Cuidada con la demagogia), pour aussitôt recommander une série de mesures destinées à fortifier la conscience syndicaliste des travailleurs :

« Stimuler les réunions d’ouvriers sous quelque prétexte que ce soit : culturel, sportif, de divertissement, économique, politique ou sous n’importe quel autre. Il est nécessaire de garder les ouvriers immergés dans la vie syndicale et de leur faire voir que le Syndicat est le vecteur utile et efficace, souple et percutant, grâce auquel les problèmes ne s’achoppent pas à la table d’un Délégué local, ni d’un Délégué provincial, ni d’un Délégué national, ni d’un Vice-secrétaire des Œuvres sociales, mais parviennent jusqu’à la table du Gouvernement, avec une telle fougue, avec une telle universalité, qu’il n’est pas un seul ministre qui ne se sente touché, qui n’y perçoive quelque implication affectant son Département. [...] Il est nécessaire d’accomplir un travail de prosélytisme tendant à faire naître chez le travailleur un fort sentiment de responsabilité et de coopération dans tous les phénomènes sociaux. [...] Il faut que les ouvriers sachent — non pas pour l’oublier par la suite, mais pour le garder bien chevillé dans le cœur — que c’est seulement par l’augmentation de la productivité et seulement par l’exemple dans le travail que s’accroissent les biens de consommation, et que ce n’est que par là qu’augmenteront automatiquement les possibilités de progression des salaires permettant à tous les travailleurs d’acquérir davantage de choses, de vivre mieux, de voir augmenter le revenu de leur travail et le bien-être des leurs
. »

La mesure salariale ayant par ailleurs entraîné un déficit extérieur immaîtrisable, épuisé les réserves de devises de l’Espagne, et augmenté de 40 % le coût de la vie (en surajoutant à la traditionnelle inflation dérivée du déficit public celle résultant de la hausse des coûts de production,,).
Entre-temps, José Solís, qui en 1951 avait succédé à Sanz-Orrio à la direction de l’OSE, résolut de joindre sa voix à la stratégie de pression sur le gouvernement, en apparence de concert avec Girón. La note transmise au gouvernement en septembre 1956, que le ministre du Travail avait en juillet chargé l’OSE de rédiger, demandait avec insistance un ensemble de mesures urgentes afin de clarifier le modèle économique du régime et neutraliser les tensions sociales préoccupantes qui ne faisaient pas mine de vouloir s’apaiser. À la différence de Girón, le texte syndical, plus percutant, ne se bornait pas à proposer uniquement de nouvelles hausses de salaire, qui entraînaient « dans un délai variable mais court une inévitable augmentation de prix en proportion égale, sinon supérieure, à la hausse de salaire ». Il est à noter que Girón et Solís avaient entre eux des désaccords bien plus nombreux que ne le laisserait soupçonner leur apparente concordance publique. De fait, depuis février 1956, Girón avait, par sa position politique, pu s’ingérer dans le champ d’activité de l’OSE. De sa position au vice-secrétariat national aux Œuvres sociales, Girón s’efforçait, selon l’expression d’Arrese, de « soumettre au sérieux et au travail la figure un tantinet frivole de Solís » et s’appliquait à faire obstacle au pouvoir croissant du haut dirigeant syndical afin de préserver les amples attributions que le ministère du Travail s’était arrogées au détriment de l’OSE. Cependant, l’affrontement politique entre ces deux poids lourds du phalangisme connut une sanction définitive un an plus tard, quand il apparut que l’action de Girón dans ces mois avait signifié son chant du cygne politique, et après que, dans le même temps, l’OSE fut entré dans une phase d’ascension,.

#### Chute
Les luttes politiques des années 1956 et 1957 se déroulaient au sein même de chacune des différentes factions de la coalition au pouvoir, et dans le cas du phalangisme, les antagonismes en présence étaient incarnés par Solís et Girón, avec Arrese comme arbitre pas toujours impartial. Dans l’opinion de Girón, et aussi d’Arrese, Solís s’était donné pour mission d’amputer la Phalange de sa substance idéologique. Une fois nommé Secrétaire général du Mouvement, Arrese eut à cœur de placer Girón à la tête de l’OSE, sans qu’il ait pour autant à quitter son poste à la tête du ministère du Travail, ou alors de convaincre Franco que le mieux serait que Girón assume le Secrétariat général du Mouvement. Dans sa vision des choses, il s’agissait d’exploiter le charisme de Girón pour donner un élan populaire à l’OSE et pour insérer celle-ci dans la structure de l’État grâce à la jonction dans une même personne des deux principales charges ayant compétence en matière sociale — l’OSE et le ministère du Travail —, tout en laissant au syndicalisme le versant assistance sociale, afin de couper court ainsi aux velléités de Solís d’étendre à la politique économique les pouvoirs des Syndicats nationaux. Arrese signalait par là que, face à la lutte d’influence entre Solís et Girón, sa préférence allait bien au ministre du Travail. L’acrimonie de Girón contre le dirigeant syndical était telle qu’il pria Arrese de le destituer sous l’accusation d’être un « charlatan, frivole et inefficace », car « l’ouvrier en effet veut des résultats pratiques, et non des paroles sans substance ». Cependant, les doutes de Franco quant à l’opportunité de maintenir Girón en première ligne politique dans le contexte d’une crise sociale croissante, ont porté Arrese à tempérer ses efforts à écarter Solís ; en outre, avec le passage des mois, la position de Girón était devenue fort précaire, et Arrese s’était fait plus circonspect dans ses échanges avec le chef de l’État. Quoi qu’il en soit, avec le prolongement de la crise politique générale, qui tardera jusqu’en février 1957 avant de déboucher enfin sur un remaniement gouvernemental, la position de Girón se dégrada rapidement jusqu’à l’état de reliquat politique, tandis qu’Arrese suivait le même chemin dans son statut de dirigeant suprême du phalangisme.
Girón fut remercié comme ministre en février 1957, à l’occasion de la profonde recomposition ministérielle opérée par Franco, et quitta le gouvernement, après plus de 15 ans et demi de service, en compagnie de quelques autres chefs de file phalangistes, à savoir Arrese, secrétaire général du Mouvement (qui avait rang de ministre), Diego Salas Pombo, vice-secrétaire général du Mouvement, et Blas Pérez González, ministre de l’Intérieur,, départs qui sont à mettre en rapport avec le rôle croissant dévolu aux dénommés technocrates du régime, que soutenait la droite traditionnelle et qui prônaient l’ouverture économique de l’Espagne et l’abandon des politiques économiques autarciques. En effet, le changement de gouvernement comportait, d’une part, l’entrée d’un groupe de personnalités politiques de nouvelle génération, rangées sous l’étiquette de technocrates, dans les ministères considérés comme départements-clef au regard du déploiement de la nouvelle politique économique (nommément Mariano Navarro Rubio aux Finances et Alberto Ullastres au Commerce), et une expansion du volume de compétences assignées au ministre-sous-secrétaire à la Présidence du gouvernement, Luis Carrero Blanco, sous l’égide de qui étaient placés les premiers,, et d’autre part, entraîna le départ des éléments phalangistes certes dévoués à Franco mais associés au concept de « révolution en suspens, à venir » (revolución pendiente), et ce sous forme (en ce qui concerne Girón) d’un limogeage définitif comme ministre ou (en ce qui concerne Arrese) d’une rétrogradation à un ministère de moindre importance, à savoir celui du Logement,. Il est vrai que les phalangistes avaient d’autant moins de chances de l’emporter sur les technocrates que leurs résultats en matière d’économie étaient contestables, tandis que les technocrates pouvaient s’autoriser des recommandations de l’OECE en faveur de l’économie de marché. Girón avait été, écrit Bennassar, en reprenant les termes de Ricardo de la Cierva, « le seul ministre phalangiste qui ait joui d’une certaine popularité pendant sa très longue présence au ministère du Travail, l’un des créateurs du populisme franquiste, parce qu’il joua un rôle notable dans la mise en place d’une première sécurité sociale et surtout parce que, en échange de l’interdiction des grèves, il garantit la stabilité de l’emploi ».
En le limogeant, Franco offrit à Girón, parmi d’autres options, l’ambassade d’Espagne à Buenos Aires, eu égard à l’affinité que Franco avait avec justesse perçue entre Girón et le péronisme. Cependant, Girón, qui avait entre-temps contracté mariage avec María Josefa Larrucea Samaniego et était désormais père de quatre enfants, choisit de s’installer à Fuengirola, dans la province de Malaga. Il fut remplacé à la tête du département du travail par Fermín Sanz Orrio, « vieille chemise » (phalangiste de la première heure) lui aussi, mais grisonnant et manipulable.
Girón fit ses adieux au ministère par une cérémonie publique, orchestrée pour encenser sa figure, son charisme et sa trajectoire. Une assistance nourrie s’était rassemblée devant l’édifice du ministère pour acclamer Girón, tandis que la salle de cérémonie, où devait avoir lieu la passation de pouvoir, était pareillement remplie d’un public enthousiaste, auquel Girón adressa un discours exalté, fort éloigné des formes auxquelles son successeur Sanz-Orrio était accoutumé. Ce fut la dernière apparition publique populiste de Girón comme ministre, et dans la suite il dut sous ce rapport se borner à de sporadiques contributions dans la presse et à quelques interventions pendant les sessions du Conseil national du Mouvement.

### Homme d’affaires
Peu après son départ du gouvernement, Girón fut nommé en juin 1957 président de l’entreprise gazière nouvellement constituée Butano S.A. Ensuite, retiré (temporairement) de l’arène politique, il se voua dorénavant aux affaires immobilières sur la Costa del Sol, et faisait figure d’un des moteurs derrière la mise en valeur touristique de ladite zone, en particulier dans la commune de Fuengirola, où il était propriétaire d’un logement au pied de la butte que coiffe le château Sohail. Pendant son séjour dans la province de Malaga, il se lia d’amitié avec le consul allemand Hans Hoffmann, ancien agent nazi, en association avec qui il allait mener plusieurs opérations immobilières.
Pour autant, malgré son retrait, et en dépit des séquelles qu’il avait gardé d’un grave accident de voiture en 1962, Girón ne perdit pas son intérêt pour la politique et ne se tint pas totalement à l’écart des milieux de pouvoir. Ainsi p. ex. accorda-t-il vers cette époque une certaine protection au journal phalangiste Diario SP, que dirigeait alors Rodrigo Royo et qui avait adopté une attitude critique envers la ligne officielle du régime, plus particulièrement vis-à-vis des technocrates liés à l’Opus Dei, et alla-t-il aussi rejoindre, aux côtés d’autres phalangistes historiques tels que Raimundo Fernández-Cuesta ou Agustín Aznar, l’association Círculos Doctrinales José Antonio (CJA). En outre, il fut élu en 1970 membre du Conseil du Royaume et continua de siéger comme procurateur (c’est-à-dire député) aux Cortes et comme membre du Conseil national du Mouvement.
En septembre 1968, par une opération qui avait reçu l’approbatur de Manuel Fraga, alors ministre de l’Information, et à laquelle Solís avait également pris part par le truchement du vice-secrétaire général du Mouvement, Alejandro Rodríguez de Valcárcel, le quotidien vespéral El Alcázar avait été arraché des mains de la maison d’édition PESA, proche des intérêts politiques de l’Opus Dei. Girón figurait comme référence idéologique au sein du groupe qui s’empara d’El Alcázar, lequel modifia sa ligne éditoriale selon les désirs de Solís et d’Emilio Romero.
Girón déclara en 1968 que la question de la participation ouvrière aux bénéfices des entreprises n’avait pas été abordée en Espagne d’une manière satisfaisante, étant donné que la loi sur la Cogestion de 1962 n’avait été ensuite que faiblement développée, ce dont il a résulté, selon lui, que « l’avenir des masses laborieuses reste à la marge des grandes affaires ». Au contraire, cette matière n’aurait rien de neuf « pour les vieilles fractions phalangistes », ainsi qu’il tenta de le démontrer en rappelant les paroles, du reste assez ambiguës, que José Antonio Primo de Rivera avait prononcées à ce sujet pendant sa courte carrière politique. Girón soutenait que « la situation du monde allait mettre soudainement à l’ordre du jour une centaine de questions, auxquelles la Phalange avait cent réponses » ; mais, poursuivit-il, « je me demande dans quelle mesure la pensée phalangiste josé-antonienne survit dans la conscience espagnole ».

### Tardofranquisme
Pendant le tardofranquisme (dernières années de la dictature de Franco), il échut à Girón de jouer à nouveau un certain rôle politique. Le 4 mai 1972, lors d’une réunion d’anciens combattants phalangistes à Valladolid, il prononça un discours, amplement répercuté ensuite dans la presse franquiste, dans lequel il annonça son retour en première ligne dans la politique espagnole. Il noua également des relations cordiales avec le militant néofasciste italien Stefano Delle Chiaie pendant le séjour de celui-ci en Espagne. Vers la fin de 1973, il figura, après l’assassinat du président du gouvernement, l’amiral Luis Carrero Blanco, comme l’un des candidats à sa succession, à côté de Torcuato Fernández-Miranda, Laureano López Rodó et Carlos Arias Navarro, mais c’est finalement ce dernier qui fut choisi à la faveur du soutien dont il jouissait dans la « camarilla d’El Pardo ».

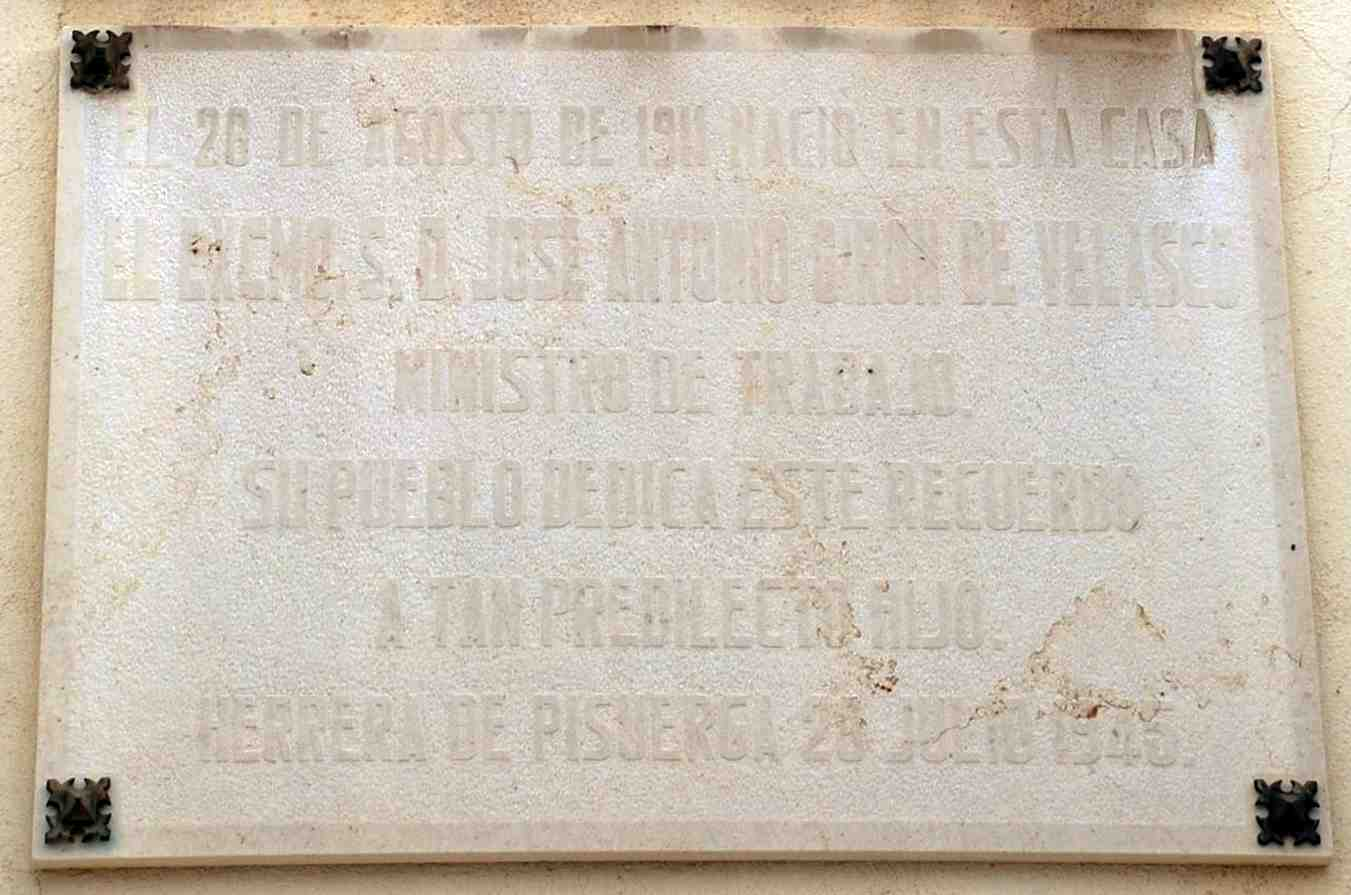
Plaque commémorative sur la maison natale de Girón de Velasco à Herrera de Pisuerga.

Dans ces dernières années du franquisme, Girón fut un ferme allié du dénommé Bunker, suivi en cela par d’autres personnalités, telles que les généraux « bleus » Tomás García Rebull et Carlos Iniesta Cano. Ce groupe, qui exerçait une influence notable sur Franco, s’acharnait à bloquer toute velléité de réforme du régime, comme en témoignent deux discours prononcés par Girón en 1972, l’un en mai à Valladolid, devant des milliers de phalangistes, et l’autre en octobre à Madrid, à l’occasion du 34e anniversaire de la fondation de la Phalange, où il manifesta son opposition radicale à toute forme d’ouverture du régime et sa pleine identification avec le Bunker, faction la plus dure et la plus immobiliste (« continuiste ») du franquisme.
Ladite faction connut un certain succès en 1974, avec le fameux Gironazo (coup de Girón, gironade), nom donné à un article écrit par Girón pour le journal Arriba (publication fondée en 1935 par José Antonio Primo de Rivera) et paru dans son édition du 28 avril, article au moyen duquel il réussit à mobiliser l’extrême droite espagnole contre ceux que le « Lion de Fuengirola » dénonçait comme de « faux libéraux infiltrés dans l’Administration et dans la haute magistrature de l’État », qui « rêvent de faire tintinnabuler la clochette de la liquidation à l’encan » — article qui, aux dires de José Luis Rodríguez Jiménez, « transpirait la méfiance » à l’égard de la monarchie ; fustigeant également la liberté de la presse, l’auteur mit en garde que la droite ne tolérerait pas que soit perdue de vue la signification de la Guerre civile. Pourtant, Girón ne fut pas désavoué par Franco, ni destitué comme membre du Conseil national du Mouvement.
Au long des années 1974 et 1975, l'extrême droite en Espagne tenta à plusieurs reprises d’obtenir que Franco soit réinvesti de tous ses pouvoirs et qu’il nomme Girón de Velasco président du gouvernement, mais en vain. Dans ce contexte de crise interne du régime, Girón fut élu en novembre 1974 président de la Confédération nationale des anciens combattants. À la fin de 1975, au lendemain de la révolution des Œillets, il anima une campagne du Bunker contre le ministre de l’Information Cabanillas, à qui il reprochait d’avoir relâché la censure et permis que le Caudillo soit ridiculisé dans la presse.
À la mort de Franco, Girón, à la tête de plusieurs milliers d’anciens combattants, attendit à Valle de los Caídos l’arrivée du cercueil et assista à l’inhumation des restes du Caudillo dans la basilique. Il vota contre le projet de loi sur les Associations politiques de juin 1976 et fut parmi les 59 procurateurs des Cortes franquistes qui le 18 novembre 1976, après la mort du dictateur, votèrent contre la loi pour la réforme politique, qui impliquait l’abrogation des Principes fondamentaux du Mouvement.

### Dernières années
Évoluant dans les milieux (très minoritaires) de l’ultra-droite nostalgique de Franco et du franquisme, Girón fut nommé en 1975 vice-président du conseil d’administration de la maison d’édition Dyrsa, acronyme de Diarios y Revistas S. A. (littér. Journaux et Revues SA), entreprise éditant notamment le quotidien El Alcázar , et quelque temps après, à partir de juin 1976, au poste de président de ce même conseil d’administration. Girón resta en relation étroite avec El Alcázar, qui faisait office de porte-voix attitré du Bunker, nonobstant ses nombreuses pertes financières ; de fait, c’est Girón lui-même qui se faisait un devoir d’éponger les pertes du quotidien. En vue des élections de 1977, il était prévu que la Confédération nationale des anciens combattants de Girón soit intégrée dans l’Alliance nationale 18-Juillet, coalition électorale regroupant différentes forces d’extrême droite ; pourtant, en fin de compte, la Confédération des anciens combattants ne devait pas rejoindre l’Alliance nationale et n’allait lui donner qu’un soutien limité.
En 1982, Girón avait amassé une fortune personnelle s’élevant à près de 500 millions de pesetas. Il décéda à Fuengirola le 22 août 1995 des suites d’une embolie pulmonaire,,.

## Œuvres
- (es) Reflexiones sobre España, Barcelone, Planeta, 1975, 225 p. (ISBN 978-8432062148)[86].
- (es) Si la memoria no me falla, Barcelone, Planeta, coll. « Espejo de España », 1994, 256 p. (ISBN 978-8408012160)[87].

## Reconocimientos
- Grand-croix de l’ordre du Mérite militaire (avec insigne blanc) (1943)[88].
- Médaille d’or du Mérite au travail (1944)[89].
- Grand-croix de l’ordre civil du Mérite agricole (1947)[90].
- Grand-croix du Mérite naval (avec insigne blanc) (1947)[91].
- Médaille d’or de la Mutualité scolaire (1948)[92].
- Grand-croix de l’ordre du Joug et des Flèches (1950)[93].
- Grand-croix de l’ordre de la Santé (1955)[94].
- Grand-croix de l’ordre royal et très-distingué de Charles III (1957)[95].

- Grand-collier de l’ordre de Cisneros (1971)[96],[note 2]

Plusieurs localités espagnoles lui ont rendu hommage, baptisant des rues à son nom, apposant des plaques, etc., — actions, pour certaines d’entre elles, annulées entre-temps en vertu de la Loi sur la mémoire historique.